# Calyptrophora microdentata
Calyptrophora microdentata is een zachte koraalsoort uit de familie Primnoidae. De koraalsoort komt uit het geslacht Calyptrophora. Calyptrophora microdentata werd in 1985 voor het eerst wetenschappelijk beschreven door Pasternak. 